# Эберт, Леони
Леони Эберт (нем. Leonie Ebert; род. 4 октября 1999, Вюрцбург) —  немецкая фехтовальщица на рапирах, чемпионка Европы (2022).

## Карьера
В апреле 2015 года на юниорском чемпионате мира по фехтованию стала чемпионкой и завоевала бронзовую медаль. Летом того же года в возрасте 15 лет дебютировала на своём первом взрослом чемпионате мира, на котором в первом раунде проиграла соотечественнице Каролин Голубицки.
На чемпионате Европы 2017 года завоевала бронзу в командной рапире.
На олимпийских соревнованиях в индивидуальной рапире прошла во второй раунд, в котором проиграла итальянке Аличе Вольпи.
Летом 2022 года выступала на чемпионате Европы, где в индивидуальной рапире завоевала золотую медаль, победив в финале итальянку Арианну Эрриго со счётом 15:9. Помимо золота в личном турнире она завоевала бронзу в составе немецкой команды в командной рапире.